# Décès en 970
Décès
- 966
- 967
- 968
- 969
- 970
- 971
- 972
- 973
- 974

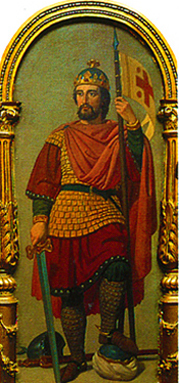
García II de Navarre, mort en 970.

Cette page dresse une liste de personnalités mortes au cours de l'année 970 :

## Jour connu
- 5 février : Polyeucte, patriarche de Constantinople.
- 22 février : García II de Navarre, roi de Pampelune à partir de 925, et comte d'Aragon.

## Jour inconnu
- Abu'l-Fadl ibn al-Amid (en), homme d’État Perse.
- Al-Qassab (en), guerrier et érudit musulman.
- At-Tabarani, compilateur de hadiths.
- Beinir Sigmundsson (en), roi des Îles Féroé.
- Boso de Merseburg (en), évêque de Mersebourg.
- Ferdinand González de Castille, comte de Castille.
- Fujiwara no Saneyori, membre du clan Fujiwara ainsi que l'un des régents Fujiwara.
- Gunrod (en), seigneur Viking.
- Harald II de Norvège, roi de Norvège.
- Hasdaï ibn Shaprut, médecin, philosophe et poète juif séfarade à l’âge de 65 ans.
- Juhel Bérenger de Rennes, comte de Rennes.
- Minamoto no Saneakira, poète de waka du milieu de l'époque de Heian et noble japonais.
- Osulf, évêque de Ramsbury.
- Valperto (it) archevêque de Milan.

## Crédit d'auteurs
- Cet article est partiellement ou en totalité issu de l'article intitulé « 970 » (voir la liste des auteurs).